# 天主教魯亨蓋里教區
天主教魯亨蓋里教區（拉丁語：Dioecesis Ruhengeriensis）是盧旺達一個羅馬天主教教區，屬基加利總教區。
教區成立於1960年12月20日，位於該國西北部。2010年有教友488,000人（佔轄區總人口49.3%）、十一個堂區、五十七名司鐸。現任教區主教為味噌爵·哈羅利馬納。